# 御厨人窟賞
御厨人窟賞（みくろどしょう）は、高知県競馬組合が高知競馬場で施行する地方競馬の重賞競走である。正式名称は「デイリースポーツ杯　御厨人窟賞」デイリースポーツが優勝杯を提供している。

## 概要
若き日の空海（弘法大師）が悟りを開いた地との言い伝えがある洞窟の名「御厨人窟（みくろど）」より。
2013年にサラブレッド系4歳以上による中四国連携競走として創設された。福山競馬が廃止となったため、翌年より高知所属馬限定の重賞競走として行われている。

### 条件・賞金等（2023年）
出走条件
サラブレッド系4歳以上、高知所属。
負担重量
定量で、57kg、牝馬2kg減。
賞金額
1着1000万円、2着350万円、3着200万円、4着150万円、5着100万円、6着以下50万円。

## 歴代優勝馬
| 回数   | 施行日        | 距離  | 優勝馬             | 性齢 | 所属 | タイム          | 優勝騎手 | 管理調教師 | 馬主                                       |
| ------ | ------------- | ----- | ------------------ | ---- | ---- | --------------- | -------- | ---------- | ------------------------------------------ |
| 第1回  | 2013年3月30日 | 1400m | マチカネニホンバレ | 牡8  | 高知 | 1:29.5          | 中西達也 | 松木啓助   | 岡林英雄                                   |
| 第2回  | 2014年3月30日 | 1400m | エプソムアーロン   | 牡10 | 高知 | 1:28.6          | 永森大智 | 雑賀正光   | 宮崎冴子                                   |
| 第3回  | 2015年3月29日 | 1400m | サクラシャイニー   | 牡9  | 高知 | 1:28.7          | 赤岡修次 | 田中守     | 須田靖之                                   |
| 第4回  | 2016年3月27日 | 1400m | マウンテンダイヤ   | 牡8  | 高知 | 1:29.3          | 岡村卓弥 | 炭田健二   | 炭田豊                                     |
| 第5回  | 2017年3月26日 | 1400m | サクラシャイニー   | 牡11 | 高知 | 1:29.1          | 赤岡修次 | 田中守     | 須田靖之                                   |
| 第6回  | 2018年3月11日 | 1400m | セトノプロミス     | 牡8  | 高知 | 1:29.9          | 林謙佑   | 松木啓助   | 中山純子                                   |
| 第7回  | 2019年3月31日 | 1400m | サクラレグナム     | 牡10 | 高知 | 1:29.6          | 赤岡修次 | 田中守     | 谷岡真喜                                   |
| 第8回  | 2020年3月29日 | 1400m | カネトシピュール   | 牝5  | 高知 | 1:29.5          | 佐原秀泰 | 目迫大輔   | 兼松昌男                                   |
| 第9回  | 2021年3月28日 | 1400m | ブラゾンドゥリス   | 騸9  | 高知 | 1:27.9          | 永森大智 | 雑賀正光   | （株）ノルマンディーサラブレッドレーシング |
| 第10回 | 2022年3月27日 | 1400m | ブラックランナー   | 牡8  | 高知 | 1:28.8          | 宮川実   | 打越勇児   | （株）カナヤマホールディングス             |
| 第11回 | 2023年3月26日 | 1400m | モダスオペランディ | 牡7  | 高知 | 1:27.8          | 赤岡修次 | 田中守     | 伊藤捷一                                   |
| 第12回 | 2024年3月3日  | 1400m | ヘルシャフト       | 牡7  | 高知 | 1:29.5          | 吉原寛人 | 打越勇児   | （株）カナヤマホールディングス             |
| 第13回 | 2025年3月2日  | 1400m | ニクソンテソーロ   | 牡5  | 高知 | 1:29.8 （同着） | 加藤翔馬 | 田中守     | 伊藤捷一                                   |
| 第13回 | 2025年3月2日  | 1400m | メイショウウズマサ | 牡9  | 高知 | 1:29.8 （同着） | 岡僚太郎 | 中西達也   | 松本好雄                                   |

### 各回競走結果の出典
- 御厨人窟賞　歴代優勝馬（地方競馬全国協会）
- JBISサーチ
  - 2013年，2014年，2015年，2016年，2017年，2018年，2019年，2020年，2021年、2022年、2023年

## 参考資料
- 《高知競馬ニュースリリース 2008.7.19 》